# Lőrinczy Attila (labdarúgó)
Lőrinczy Attila (Budapest, 1994. április 8. –) magyar labdarúgó, a Budapest Honvéd FC játékosa.

## Pályafutása

### Klubcsapatokban
Budapesten született, fiatalon Újpesten és Vácott játszott. Innen a Budapest Honvéd akadémiájára került. Az NB I-ben is itt mutatkozott be, 7 mérkőzésen 1 gólt szerzett. Ezután kölcsönben játszott Békéscsabán. 2016-ban Szolnokon, majd Ajkán szerepelt. Onnan Mosonmagyaróváron keresztül érkezett Soroksárra, ahol egy éves  budafoki kitérő (19 újabb élvonalbeli mérkőzés) után, összesen 114 bajnoki mérkőzésen 33 gólt szerzett.
2022. december 16-án a Diósgyőrhöz szerződött.

## Sikerei, díjai
Budapest Honvéd
- 2012–13: bronzérem

 Diósgyőri VTK
- NB II bajnok: 2022–23